# Ken Naganuma
Ken Naganuma (5. září 1930 – 2. červen 2008) je bývalý japonský fotbalista.

## Reprezentace
Ken Naganuma odehrál 4 reprezentační utkání. S japonskou reprezentací se zúčastnil letních olympijských her 1956.

## Statistiky
| Japonsko | Japonsko | Japonsko |
| Roky     | Záp.     | Góly     |
| -------- | -------- | -------- |
| 1954     | 2        | 1        |
| 1955     | 0        | 0        |
| 1956     | 0        | 0        |
| 1957     | 0        | 0        |
| 1958     | 1        | 0        |
| 1959     | 0        | 0        |
| 1960     | 0        | 0        |
| 1961     | 1        | 0        |
| Celkem   | 4        | 1        |